# 大竹省二

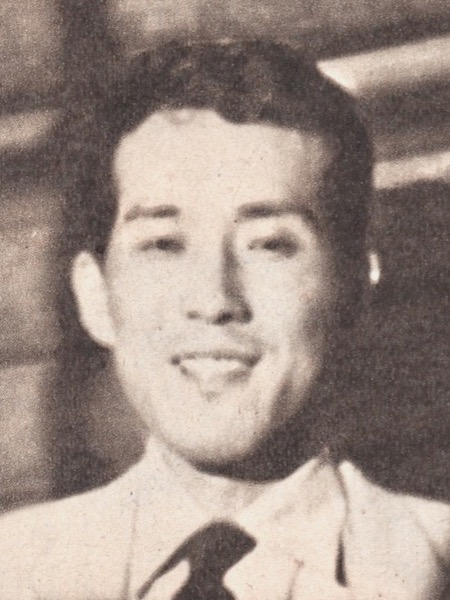
1956年の大竹省二

大竹 省二（おおたけ しょうじ、1920年（大正9年）5月15日 - 2015年（平成27年）7月2日）は、日本の写真家。静岡県出身。写真家の大竹あゆみは養女。

## 経歴
人物を撮影した写真が中心である。特に女優など女性のポートレート写真が多いが、報道写真・ヌード写真など幅広い分野での活動を続けた。
1920年（大正9年）静岡県小笠郡大須賀町（現・掛川市）に生まれる。尋常小学校１年のときに東京へ移る。中学生の頃よりアサヒカメラなどのカメラ雑誌に写真の投稿を始め、コンテストへの入選を重ねる。10代の後半には有望なアマチュアカメラマンとして著名になった。
1940年（昭和15年）中国上海在住の伯父を頼り渡航。上海の東亜同文書院に入学する。この年、学徒応召。1942年（昭和17年）応募した写真が農林大臣賞と読売新聞社賞を同時に受賞する。1944年（昭和19年）軍報道部、憲兵司令部で報道写真を担当し北京大使館報道部付となる。この時、加藤恭平・林忠彦などと共に北京大使館の外郭団体・華北広報写真協会設立に協力する。
1945年（昭和20年）中国から東京に復員。翌、1946年（昭和21年）には連合国軍総司令部（GHQ）報道部の嘱託となり、アーニー・パイル劇場（現・東京宝塚劇場）で駐留兵士の慰問に訪れた歌手や女優の撮影をした。1949年（昭和24年）秋山庄太郎、稲村隆正らと日本青年写真家協会を結成する。1950年（昭和25年）INP社東京支局の写真部長となるが、人員縮小となったため退社しフリーカメラマンとなる。1951年（昭和26年）再刊されたアサヒカメラで世界の一流音楽家の連載写真を担当することとなり、以後、このシリーズは5年間連載された。1953年（昭和28年）秋山庄太郎、林忠彦らと共に二科会写真部の創立会員となる。
1970年（昭和45年）アイシンク社を設立し、以後8年間社長を務める。
1971年（昭和46年）12月より「お昼のワイドショー」（日本テレビ）の「美しき裸像の想い出」コーナーで応募してきた一般女性のヌード写真を撮影する企画に登場、お茶の間にも親しまれるようになる。モデルへの応募は昭和50年の時点でトータル5000件以上、採用倍率は30倍となったが、撮影する大竹はかなり苦労していたという。
1974年（昭和49年）松本清張原作の『砂の器』が映画化（監督・野村芳太郎、主演・加藤剛）された際に教授役で特別出演した。また、同じく松本清張原作の映画『わるいやつら』（監督・野村芳太郎、主演・松坂慶子）でも部長刑事役で特別出演した。
有名人の手相・人相などの運勢判断も行い、関連のテレビ出演や一般向けの著書も多数。
沼田早苗やミス・ユニバース日本代表だった織作峰子は、大竹の写真のモデルとなった後に大竹に師事し、その後写真家として独立した。
2003年（平成15年）二科会写真部理事長・創立会員となる。
2000年 (平成12年）以降、出身地である静岡県に多数の写真を寄贈。県は2015年(平成27年)現在320点の写真を収集・所蔵している。
2015年（平成27年）7月2日、心原性脳塞栓症のため死去。95歳没。９月３日に東京プリンスホテルでお別れの会が催された。

## 作品
- カメラと女　1948年　研光社
- 世界の音楽家　1955年　朝日新聞社
- 女の中のおんな（随筆集）　1969年　芸文社
- ジャネット　1974年　日本カメラ社
- 照る日曇る日　1976年　日本カメラ社
- ファミリーヌード　1977年　朝日ソノラマ - 上記の「お昼のワイドショー」企画で撮影された写真をまとめた一冊。
- 101人女の肖像　1982 年　講談社
- 昭和写真全仕事　1983年　朝日新聞社
- 遙かなる詩　1983年　桐原書店
- 女性写真セミナー集　1987年　日本カメラ社
- 新編 遙かなる詩　1993年　日本カメラ社
- ”少女亜美”大竹省二写真集　1993年　辰巳出版
- Si－麻倉未稀　1993年　スコラ社
- さすらい花－金沢明子写真集　1994年　竹書房
- 昭和群像　1997年　日本カメラ社
- 遙かなる鏡　1998年　東京新聞社
- 赤坂檜町テキサスハウス（永六輔共著）　2006年　朝日新聞社

## 出演
ドキュメンタリー
- 「シンフォニー・ジャパン1961-2015 Symphony Japan」（2014年12月29日、BSジャパン）- 1961年に大竹が監督した海外向けの日本紹介映画「Symphony Japan」を紹介した[7]。

テレビドラマ
- 土曜ワイド劇場「白い肌に怪しき黒髪」（1984年4月21日、朝日放送）

映画
- 華麗なる闘い (1969年、東宝) - カメラマン役
- 時には娼婦のように（1978年、日活） - カメラマン役

## 受賞歴
- 1992年（平成4年）　日本写真家協会功労賞
- 2007年（平成19年） スポニチ文化芸術大賞優秀賞 　＊「赤坂檜町テキサスハウス」（永六輔共著)に関して